# Робітничий факультет
Робітничий факультет (рос. рабочий факультет, скорочено рабфак) — загальноосвітній навчальний заклад для підготовки робітників і селян до вступу у вищі навчальні заклади.
Робітничі факультети в Україні створено 1921 року при вишах для їх «оробітничення». На рабітфаки приймалися робітники і селяни за скеруванням партійних, комсомольських і профспілкових організацій. Від вступників вимагалося лише вміння читати, писати та знати 4 аритметичні дії. Робітфаки становили собою невід'ємну частину вишу, і їх слухачі брали участь у всіх процесах академічного життя, як усі студенти. Робітфаки були денні з терміном навчання З і вечірні — 4 роки. Слухачі денних робітничих факультетів забезпечувалися стипендіями. Хоч академічна підготовка робітфаківців була значно нижча, ніж випускників професійних шкіл, їх майже всіх приймали до вишів без іспитів. На рабітфаках України 1929 року були 14 553 слухачі, у тому числі українців 51,8 %. росіян — 24.1 %; членів та кандидатів у члени КП(б)У — 35,8 %, членів ЛКСМ — 38,6 %, позапартійних — 25,6 %. Мовою викладання на більшості робітфаків (62 %) була українська. 1940 року робітфаки ліквідовано. 1969 року їх було відновлено при вищих навчальних закладах як підготовчі відділення. Ці відділення комплектувалися з робітничої й селянської молоді - по закінченні середньої школи, а також з демобілізованих з армії.